# 桜井寺 (五條市)
桜井寺（さくらいじ）は、奈良県五條市にある浄土宗の寺院。山号は潤生山。本尊は阿弥陀如来。「櫻井寺」とも表記する。
寺伝によると天暦年間（947年 - 957年）、桜井康成の創建と伝える。現在の本堂は1967年（昭和42年）の再建。
文久3年（1863年）8月に五條代官所を襲撃した天誅組はこの寺に本陣を置き五條仮政府を称した。本堂前に代官鈴木正信（源内）ら5人の首を洗ったという石の手水鉢がある。また五條で病没した五條代官蓑正路と嫡子の墓もある。
また境内には人形浄瑠璃、歌舞伎の演目『艶容女舞衣』でも知られる三勝・半七の比翼塚がある。